# Albert Helgerud
Albert Helgerud (* 16. September 1876 in Svelvik als Albert Thorvaldsen; † 25. Mai 1954 ebenda) war ein norwegischer Sportschütze.

## Erfolge
Albert Helgerud nahm an drei Olympischen Spielen sowie an den Olympischen Zwischenspielen 1906 in Athen teil. Bei letzteren gewann er im Dreistellungskampf mit dem Freien Gewehr im Mannschaftswettbewerb gemeinsam mit Ole Holm, John Møller, Gudbrand Skatteboe und Julius Braathe die Silbermedaille. 1908 wurde er in London in dieser Disziplin sowohl in der Einzelkonkurrenz vor Harry Simon und Ole Sæther sowie in der Mannschaftskonkurrenz vor Schweden und Frankreich Olympiasieger. Zur siegreichen Mannschaft gehörten neben Helgerud noch Ole Sæther, Gudbrand Skatteboe, Olaf Sæter, Julius Braathe und Einar Liberg. Vier Jahre darauf sicherte er sich in Stockholm im Dreistellungskampf mit der Mannschaft, dieses Mal mit dem Armeegewehr, die Silbermedaille. Gemeinsam mit Gudbrand Skatteboe, Ole Sæther, Østen Østensen, Olaf Sæter und Einar Liberg belegte er hinter Schweden und vor Dänemark den zweiten Platz. Bei den Olympischen Spielen 1920 in Antwerpen trat er in neun Disziplinen an und gewann in dreien davon eine Medaille. Im Dreistellungskampf mit dem Freien Gewehr gewann er mit Otto Olsen, Gudbrand Skatteboe, Olaf Sletten und Østen Østensen im Mannschaftswettbewerb ebenso die Silbermedaille, wie mit dem Armeegewehr über 300 und 600 m im liegenden Anschlag an der Seite von Otto Olsen, Jacob Onsrud, Olaf Sletten und Østen Østensen. Im Mannschaftswettkampf mit dem Kleinkalibergewehr belegte er im stehenden Anschlag mit Sigvart Johansen, Anton Olsen, Olaf Sletten und Østen Østensen den dritten Platz, womit er die Bronzemedaille gewann.